# 미스터리 닌자의 전설
《미스터리 닌자의 전설》(일본어: がんばれゴエモン ゆき姫救出絵巻, 영어: The Legend of the Mystical Ninja)은 1991년 7월 19일 코나미에서 발매된 슈퍼 패미컴용 게임 소프트웨어이다. 슈퍼 패미컴판의 「힘내라 고에몬」시리즈 제1탄이다.

## 개요
액션게임 계열 시리즈 작품으로는 패밀리컴퓨터(FC)판 힘내라 고에몬2(1989년)보다 2년 만의 신작이다.
FC판의 본편 시리즈의 시스템을 답습하면서 하드웨어에 맞춘 다양한 변경 사항·추가 요소가 있는 것 외에 외전 RPG 시리즈에서 볼 수 있게 된 일본식 정서 넘치는 세계관에 근대 문명적 요소를 더한 독특한 세계관이 답습되어, 후의 시리즈 작풍의 원전이 되었다.

## 게임 내용

### 구성
본작은 FC판에서 발표된 액션 계열 작품의 시스템을 답습하고 있는데, 몇 가지 변경사항이나 추가점이 존재한다.
주요 변경 및 추가점
- 스테이지 클리어 조건이 '스테이지 보스를 쓰러뜨린다'가 되어, 클리어하기 위해 '통행 어음'을 3매 갖출 필요가 없어졌다.[注釈 1]
- 위 변경에 따라 지난 2편에서 클리어를 위해 거의 필수였던 3D 미로 게임이 미니게임 중 하나로 변경되면서 반드시 도전할 필요가 없어졌다.
  - 또 아이템을 구하지 않으면 참조할 수 없었던 지도를 상시 참조할 수 있게 되어 난이도도 낮아지고 있다(미로 내의 아이템 「지도」를 입수하면 통로의 통과 상황에 관계없이 모든 통로를 참조할 수 있다).
- 점프력·이동 스피드를 올리는 「짚신」의 입수 방법이 갑옷가게에서의 구입만이 되었다.
- 적을 쓰러뜨렸을 때의 돈의 입수 경로가 적을 쓰러뜨린 시점에서 가산에서 적이 떨어뜨리는 엽전의 취득에 의한 가산으로 변경됐다.
- 무기 파워 업의 한 형태였던 날뛰기가 독립된 무기가 되어, 돈을 소비해 쏘게 되었다(나중의 서브웨폰).
- 무대 사이에 막간 무비가 추가되어 보다 코믹해졌다.
- 가로 스크롤 액션 무대가 추가되었다.

맵은 9개의 스테이지로 구성되어 소지금이나 두루마리를 갖추고 장비를 구입해 나가는 부감 시점 화면의 「마을 에어리어」, 보스를 목표로 적을 쓰러뜨리는 가로 스크롤 화면의 「거점 에어리어」, 각 스테이지의 보스와 싸우는 「보스 에어리어」가 배치되어 있다.

### 플레이어
캐릭터 공통 초기 수치는 체력은 8. 잔기수의 초기치는 2. 체력은 「돈의 마네키네코」의 입수로 최대 16까지, 잔기수는 미로야의 경품인 「대입 봉지」를 입수하거나 갑옷가게의 「1 우표」의 구입으로 증가할 수 있다. (표시수는 4대까지).체력에 관해서는 다음 스테이지로 넘어갈 수 없다.
라이프가 0이 된다, 구멍에 빠진다, 제한 시간 만료 중 하나로 나머지 플레이어가 1 줄고, 잔기수가 0이 되면 게임 오버가 된다. 마을 구역에서의 실수 시에는 그 자리에서 부활하고, 거점 구역 및 보스 구역에서의 실수 시에는 출발 지점에 있는 '타누키 군'에서 재개된다. 중간 지점에 존재하는 아이템 「코레조군」취득시에 한해 컨티뉴 화면으로 이행해, 「타누키군」으로부터의 재개인지 「코레조군」으로부터의 재개인지를 임의로 선택한다.또, 「코레조군」은 스테이지의 길이에 따라 복수개가 준비되어 있어, 컨티뉴시에 재개 위치를 임의로 선택할 수 있도록 되어 있다.예외로서 2P 동시 플레이시에 한해 그 자리에서 부활한다.
게임 오버 시 컨티뉴를 선택한 경우, 여행일기를 썼을 경우에 한해 컨티뉴 항목에 '도금을 켠 곳부터'가 추가돼 비밀번호를 붙인 지점부터 그대로 다시 시작할 수 있다.붙이지 않은 경우는 「전번의 끝부터」가 되어, 모든 파워 업·소지금·아이템이 초기화된 상태로, 게임 오버가 된 스테이지의 첫머리부터 재 납품하게 된다.
무기 수준은 마네키네코 입수로 1단계씩 변화해 최대 2단계까지 강화된다.손상을 입으면 한 단계 줄어든다.최대까지 파워업하고 있을 때 마네키 고양이를 입수하면 10량이 가산된다.공통 서브웨폰으로서 「짜증옥(폭탄·최대 30발까지)」이 있어 점포에서의 구입 혹은 미로점에서의 입수에 의해서 사용할 수 있게 된다.

### 여행일기 (세이브)
본작의 세이브는 패스워드 방식으로, 합계 31자의 히라가나로 이루어진다 (2인 플레이시는 문자수는 약간 증가한다). 또 여행일기를 썼을 때의 정보는 일시적으로 백업되어 있어 리셋 버튼을 누르거나 게임 오버가 되었을 때 「계속해서 논다」 항목보다 「도금을 붙인 곳에서」를 선택하면 보존이 끝난 패스워드로 재개할 것인지 아닌지를 묻고, 「그대로 계속한다」를 선택하면 직전의 데이터로 계속 플레이 할 수 있다.일시 백업된 여행일기 정보는 전원을 끄거나 새로 여행일기를 다시 켜면 소멸된다.
이로 인해 게임 종료 시 이외의 타이밍에 메모를 하는 수고를 덜 수 있도록 배려되어 있으나, 이 점에 대해서는 게임 설명서 및 가상 콘솔의 게임 해설에서도 미기록이다.
또, 게임 오버시에 「차례가 끝나다」를 선택했을 경우, 6 문자의 간이 패스워드(「차례의 끝말」)가 표시되고 이것을 사용하면 「이전 번의 끝으로부터」의 취급이 된다.

### 2인 플레이
FC판 「힘내라 고에몬 2」에 이어 2인 동시 플레이가 가능하다. '둘이 놀다'를 선택하거나 1P 플레이 중 2플레이어 쪽의 A버튼을 눌러 중간에 참여함으로써 둘이서 놀 수 있게 된다. 어느 한쪽이 게임오버가 되더라도 남은 플레이어의 잔수가 2 이상이면 그것을 사용해 부활할 수 있지만, 그 시점까지 습득한 기술을 제외하고 소지금이나 아이템은 모두 없어진다.또, 「2」에서는 무기 및 아이템의 파워 업 효과가 쌍방이 공유되고 있었지만, 본작에서는 각자 독립하고 있어 데미지를 입어도 다른 쪽의 플레이어에게 영향을 주지 않는다.
거점 에어리어, 보스 에어리어에서는, 너구리군의 장면에서 혼자서 나아갈지 2명이서 진행할지를 선택할 수 있다.1인 선택 시 한쪽 플레이어는 대기 상태이며 A버튼을 통한 중도 참여로 복귀가 가능하다.또, 상기 2개의 영역 한정으로, 엎드린 한쪽에 나머지 한 쪽이 점프해 겹치면, 공격과 이동을 분담할 수 있는 「어부바」상태가 된다.
덧붙여 2 플레이어측의 컨트롤러로 타이틀 화면의 「혼자 놀다」를 선택하면, 에비스마루로의 1인 플레이가 가능.

### 기술
도움 캐릭터 기술
도움 캐릭터를 타고 이동한다.이 술만 대미지제로 되어 있으며, 대미지형이나 적과의 접촉에 무적이 되는 대신 술 게이지에 대미지분의 소비를 수반한다. 쓰러뜨릴 수 있는 적은 전방과 하방뿐.
일격 필살의 술
화면상의 모든 적에게 피해를 준다.
공중 비행술
일정 시간 공중을 비행하다.피해를 입으면 강제로 해제된다.
무적 변화의 술
일정 시간 무적이 되고 적에게 몸을 부딪쳐 쓰러뜨릴 수 있게 된다.또 적에게 주는 데미지도 배가 된다.

## 스토리
하쿠레 마을에 사는 천하의 의적 고에몬은, 완전히 낯익은 짝꿍 에비스마루로부터 들은 홀홀 절의 여유령을 퇴치하기 위해, 곧바로 담뱃대를 한 손에 들고 마을을 뛰어나갔다.

## 캐릭터 소개

### 주요 캐릭터

#### 고에몬
주인공. '하쿠레쵸'에 사는 천하의 의적.에비스마루의 이야기를 듣고 홀홀 절에 나타난 유령 퇴치를 떠난다.
무기담뱃대
담뱃대→황금 담뱃대→요요 순으로 레벨업 한다.
서브웨폰
엽전 (4량 소비)
기법
도움의 기술 호랑이의 술[호랑이] 일격 필살의 술 분노의 일격술[노] 공중 비행술 시퍼 망토술[비] 무적 변화의 술 사자환술[이상]

#### 에비스마루
정의의 닌자를 자칭하는 고에몬의 짝꿍.'홀홀 절'에 나타난 유령 이야기를 꺼내 고에몬과 행동을 함께한다.
무기피리
호루라기 → 황금 호루라기 → 삐로삐로 호루라기 순으로 레벨업 한다. 삐로삐로피리는 고에몬 요요와 달리 공격 범위가 끝에서 근본까지 크고 돌아오는 속도도 조금만 빠르다.
서브웨폰
수리검 (4량 소비)
기법
도움의 기술
베코마루의 술[소]
일격 필살의 술
벚꽃춤의 술[춤]
공중 비행술
탁탁술[비]
무적 변화의 술
여주인공의 술[이상]

### 서브 캐릭터
비밀
스테이지 1에 등장. 하쿠레쵸의 아이돌적 존재로, 고에몬이 사는 쪽방 옆에 살고 있다. 게임 본편에서는 집을 찾았을 때 외에는 나갈 차례가 없지만 만화판에서는 고에몬들의 여행에 막판까지 동행하고 있다.
크로베에
홀홀 절의 여귀신으로 둔갑하던 검은 고양이그 정체는 은밀집단 닌자고양이의 일원. 행방불명을 당해 행방불명이 되어 버린 유키히메를 구출할 수 있는 완고한 인간을 찾아 홀홀 절에서 소동을 일으키고 있어, 고에몬들의 실력을 예상하고 시코쿠에 가 달라고 부탁해, 로은행이 될 100냥을 남기고 사라졌다.
엽전 고양이 (小判猫, こばんねこ）
에도를 섬기는 은밀 집단 「닌자 고양이」의 두령.「힘내라 고에몬 외전 사라진 황금 담뱃대」로부터의 게스트 출연. 시코쿠에서 행방불명이 되어 버린 유키히메의 수색을 실시하던 중, 초롱마인에게 패해 붙잡혀 있었다.고에몬들에 의해 구출된 후 아와지에 있는 오타후쿠대의 정보를 알려 유키히메 구출의 소망을 빌었다. 「닌자 고양이의 두령」이라고 하는 설정은 본작부터 추가된 것으로, 고에몬들과 안면이 있는지는 애매하게 되어 있다.
야에
에도를 섬기는 비밀 특수 닌자의 구노이치.「힘내라 고에몬 외전 사라진 황금 담뱃대」로부터의 게스트 출연.이번 작품에서는 파란 머리를 하고 있다. 야마토에서 가짜 금사건에 대해 조사를 하던 중 오타후쿠대에 붙잡혀 오타후쿠 가면 속에 갇혀 있었다.고에몬들에게 구출되어 행방이 묘연한 유키히메를 찾아내는 단서로 이가의 박식할아버지를 찾아가라고 조언한다. 나중에 오오에도성의 지하 감옥에 갇힌 고에몬들과 재회하여 두 사람을 구해내고 사로잡힌 전주와 한약 일족에 의해 개조된 하늘을 나는 류큐성의 정보를 알려준다. 엽전 고양이만큼이나 그녀도 고에몬들과 안면이 있을지는 게임 중에서는 모호하다.
박식한 사람 (物知りじい)
이가의 가라쿠리 닌자 저택의 주인으로, 사스케를 비롯한 가라쿠리 닌자 군단의 친부모인 천재 발명가.
젊은 갸루를 눈먼 스케베 할아버지이긴 하지만 이름 그대로 다 알고 있어 유키히메의 행방을 쫓던 고에몬들에게 이즈모의 류신지로 향하여 백경을 만나라고 조언하고 발명품으로 두 사람을 보내려 하지만 실패작이기 때문에 산성으로 추락시키고 만다.
백경 (白鏡)
이즈모의 류신지에서 모셔져 있는 거울의 모습을 한 신이자 스테이지 보스인 백룡의 주인이기도 하다. 백룡을 물리치는 실력의 소유자인 고에몬들을 인정하고 고에몬들이 찾고 있는 유키히메가 류큐에 있음을 알려준다.
류큐왕 (琉球王. りゅうきゅうおう）
류큐를 다스리는 국왕반야 일족에 의해 나라를 빼앗겨 고에몬들의 실력을 예상하고 비밀 지하 통로 입구를 알려준다. 외국인이기 때문에 기본 말은 통하지 않지만 어떤 아이템을 입수하면 말을 이해할 수 있다.
영주
에도를 다스리는 오오에도 성의 성주고에몬들이 일본 각지를 돌고 있는 틈을 타 성을 반약 일족에게 제압당해 버려 지하 감옥에 유폐되어 있다. 고에몬들에게 발견된 뒤 밖으로 통하는 숨은 통로 정보를 알려준다.
유키히메
왕의 외동딸. 한약대장군의 일파에 의해 행방불명을 당하고 류큐에 사로잡혀 있다.
곤타
반약대장군의 당나라 사자로 둔갑하던 여우.마지막 배틀의 전초전에서 싸우게 된다. 강력한 요술의 사용자. 반약대장군에게 찍혀, 「유키히메와 친구가 될 수 있다」라고 교사되어 이용되고 있었다.최종적으로 속았다는 사실을 깨닫고 멍하니 대장군을 버리고 사라졌다.

### 보스 캐릭터
여자유령 (女幽霊, おんなゆうれい）
스테이지 1의 보스.접시 돌리기의 요령으로 영기를 던져오다.영체이기 때문에 직접 공격을 할 수 없고 접시를 튕겨서 공격해야 한다. 전투 방법에 대해서는 마을 지역의 호로호로데라 방면으로 들어간 후에 점쟁이에 말을 걸면 배울 수 있다.
초롱마인 (提灯魔人. ちょうちんまじん）
스테이지 2의 보스.머리 위에 초롱과 책상다리를 하고 초롱 속에 숨은 도마뱀 부대와 강렬한 점프 공격의 콤비네이션으로 덮친다. 나중에 최종 스테이지에서 부활해 다시 싸움을 걸어온다.
아카시노 오다코 (明石の大ダコ, あかしのおおダコ）
스테이지 3의 보스.면 마지막 대교 출구를 막고 있는 대낙지.좌우로 움직이면서 차례차례로 쪽지를 토해낸다. 실질적으로는 보스 취급이 아니기 때문에 그냥 지나칠 수도 있다.
쌍둥이 역사 '와카노후쿠'(와카노후쿠) & '타카노후쿠'(타카노후쿠) → 오타후쿠 가면
4대 보스. 보스.뻔뻔스러운 얼굴의 거한 씨름꾼 양쪽에서 동시에 등장해 빛나는 공을 바운드시키면서 서로 던지고 공격해 오는데, 한 명을 쓰러뜨리면 화면 안에 공을 비스듬히 반사시키고, 두 사람을 쓰러뜨리면 공이 화면에서 사라진 뒤 영혼이 화면 중앙의 장난면에 빙의돼 '엉덩이 가면'이 돼 다시 덤벼든다. 데미지를 4회 줄 때마다 공격 패턴이 4단계까지 변화해 나가고, 4단계 도달 후에는 데미지가 축적될 때마다 거대해져 최종적으로는 화면을 가득 채울 정도가 되어 버린다.초롱마인과 마찬가지로 최종 스테이지에서 부활해 다시 덤벼든다.
까마귀 닌자 「사스케」 (からくり忍者, サスケ, からくりにんじゃサスケ）
스테이지 5 보스. 보스.이가 닌자 저택을 호위하는 카쿠리 닌자 군단의 수령. 닌자 군단을 데리고 등장해 이들을 쓰러뜨리면 대연 위에서의 일대일 대결이 된다.대연 뼈대의 상하좌우를 자유자재로 뛰어다니며 팔방팔방 던지기를 반복한다. 차기작 이후는 플레이어블 캐릭터로서 레귤러에 들어간다.참고로 대영에 적혀 있는 말은 '갸루네치'이다.
츠츠라 스케로쿠 (つづら助六, つづらすけろく）
스테이지 6의 보스이즈모의 산길에서 절도 행각을 벌이고 있는 도적거대한 철자를 등에 업고, 가부키의 공연 중 하나인 「잠시」에 등장하는 주인공과 닮은 꼴을 하고 있다. 처음에는 공중에서 줄줄이 숨어 좌우로 떠다니면서 벚꽃가루를 날리는 광범위한 공격을 가한다.철자를 파괴하면 지상전이 되며, 육방을 밟으면서 좌우를 이동하여 독무나 가발 부메랑을 사용한다. 차기작 이후에도 인연의 적으로 자주 등장하고 있다.
백룡 (하쿠류, 白龍, はくりゅう）
무대 7의 보스.이상한 힘을 담은 거울 「백경님」(시로카미님)의 수호자. 화면 아래에서 고개를 들어 총알 모양의 불꽃을 차례차례 내뿜는다.
오치로타츠마(오치시로베에 타츠마) → 야지로베에 타츠마
무대 8의 보스.처음에는 중보스로 등장해 오뚝이 떨어지듯 몸을 하나씩 분리시키며 좌우로 이동하며 몸싸움을 걸어온다. 그 후에는 큰 보스로 부활해 다시 덤벼든다.이곳에서는 체력 게이지가 존재하지 않고 공격을 가해 한계까지 기울이는 것으로 쓰러뜨릴 수 있다.
한약대장군 (한약대장군)
본작의 라스트 보스. 한약 일족의 수령이자 유키히메 유괴 사건의 주모자. 당나라 사자에 걸쳐 여러 개의 활화살을 쏘며 공격해 온다.활과 화살을 공격으로 되받아치지 않으면 데미지를 줄 수 없다.당나라 사자의 얼굴이 약점으로 당나라 사자의 얼굴 이외에 공격을 되돌려도 튕겨져 버린다.당나라 사자가 쓰러지면 몸을 웅크리고 회전하면서 종횡무진 이동하면서 몸싸움 공격을 가한다. 실은 탑승형의 대형에서 크로커 로보로 쓰러뜨리면 상반신이 망가져, 안에서 반약대장군이 나와 도망간다. 정체는 아무 힘도 없는 그저 오지산이었고 거짓말을 해 악행에 가담시키던 곤타에게 버림받고 설희의 목숨을 끈질기게 방패했지만 결국 성패당하고 반야면 아래 민낯을 드러낸 끝에 어용이 되었다. 만화판에서도 비슷한 결말을 하고 있다.

## 타 기종판
| No. | 타이틀 | 발매일                                                  | 대응 기종              | 개발원 | 발매원 | 미디어                              | 형식                    | 매상 개수 | 비고 |
| --- | --- | ------------------------------------------------------- | ---------------------- | ------ | ------ | ----------------------------------- | ----------------------- | --------- | ---- |
| 1   | 걸작선! 힘내라 고에몬 1 · 2 유키히메와 맥기네스                                                                             | - 일본: 2005-04-21                                      | ゲームボーイアドバンス | コナミ | コナミ | ロムカセット                        | AGB-BG2J-JPN (RK370-J1) | -         |      |
| 2   | - 일본: がんばれゴエモン〜ゆき姫救出絵巻〜 - PAL: The Legend of the Mystical Ninja - 북미: The Legend of the Mystical Ninja | - 일본: 2007-03-13 - PAL: 2007-03-30 - 북미: 2007-04-30 | Wii                    | KDE    | KDE    | ダウンロード (バーチャルコンソール) | -                       | -         |      |
| 3   | - 일본: がんばれゴエモン〜ゆき姫救出絵巻〜 - 북미: The Legend of the Mystical Ninja - PAL: The Legend of the Mystical Ninja | - 일본: 2013-09-04 - 북미: 2013-12-05 - PAL: 2014-01-16 | Wii U                  | KDE    | KDE    | ダウンロード (バーチャルコンソール) | -                       | -         |      |
| 4   | - 일본: がんばれゴエモン〜ゆき姫救出絵巻〜 - PAL: The Legend of the Mystical Ninja                                          | - 일본: 2016-06-04 - PAL: 2016-08-25                    | Newニンテンドー3DS     | KDE    | KDE    | ダウンロード (バーチャルコンソール) | -                       | -         |      |
| 5   | 닌텐도 클래식 미니 슈퍼 패미컴                                                                                              | - 일본: 2017-10-05                                      | -                      | 任天堂 | 任天堂 | 内蔵ソフト                          | -                       | -         |      |

게임보이 어드밴스판
- 본작과 『힘내요 고에몬 2 기천열 장군 맥기네스』의 2in1 리메이크로서 『걸작선! 힘내요 고에몬 1·2 유키히메와 맥기네스』가 2005년 4월 21일에 발매되었다.

- 오리지널 버전에서의 변경 사항
  - 1인 플레이 전용이기 때문에 2인 동시 플레이나 어부바 액션은 불가능하다.
  - 셀렉트 버튼을 누르면 언제든지 캐릭터 전환이 가능하다.
  - 사용할 수 있는 기술의 횟수가 11회 이후에도 카운트되게 되었다.
  - 「도쯔니키」가 패스워드 입력에서 파일 세이브로 변경되었다.
  - 타이틀 화면에 '유기장'이 놓여 있어 두 작품의 미니 게임을 간편하게 즐길 수 있다. 등이 있다.

## 스태프
- 로라: 우메자키 시게하루 (梅崎重治), 마쓰오카 노부히로 (松岡伸浩), 오쿠다 야스오 (奥田康雄), 시모노 도시노리 (下野俊典), 요시다 아키유키 (吉田晃之)
- 캐릭터 : 무라기섭 (村木摂), 후지모토 타케시 (藤本武史), 오가와 코이치 (小川公一), 야쿠시지 타케오 (薬師寺健雄)
- 오토장인 : 우에하라 카즈히코 (上原和彦), 카미타카하루노리 (上高治己)
- 두목 : 우메자키 시게하루 (梅崎重治)

## 평가
- 게임지 『패미컴 통신』의 「크로스 리뷰」에서는 합계 27점(만 40점)[10]、'패밀리 컴퓨터 Magazine'의 독자투표에 의한 '게임통신부'에서의 평가는 다음과 같으며, 24.78점(만 30점)이다. 이 점수는 슈퍼 패미컴 전체 소프트웨어 중에서 10위(323개 중, 1993년 시점)이다. 그 외, 『SUPER FAMICOM Magazine』 1993년 8월 정보호 특별 부록의 「슈퍼 패미컴 올 카탈로그」93」권 말미에 수록되어 있는 「부문별 베스트 30」에서는 종합 10위, 캐릭터 5위, 음악·효과음 13위, 조작성 9위, 열사도 27위, 특가도 19위, 오리지널리티 27위를 획득하고 있다.[11]

| 항목 | 캐릭터 | 음악 | 조작성 | 열사도 | 구매 이득도 | 오리지널리티 | 종합  |
| 득점 | 4.62   | 4.18 | 4.10   | 4.14   | 3.81        | 3.92         | 24.78 |

- 디지털콘텐츠협회가 주최하고 있는 '1991 AVA 멀티미디어 그랑프리'에서 비디오 게임 부문 최우수상을 수상했다.[12]

## 코미컬라이즈
만화
오비 히로시작으로 『코믹 봉봉』연재, 단행본 전 3권. 단행본 권두에는 컬러로 공략 맵이 게재되어 있다.
오비 히로시는 본작부터 「힘내라 고에몬~네오모모야마 막부의 오도리~」 사이, 고에몬 시리즈의 만화를 담당했다.
오랫동안 절판이었으나 2013년 11월 21일 '부활 봉봉 시리즈'의 하나로 신장판이 발매되었다.3권 분량을 한 권으로 묶어 도배한 페이지도 실렸다.

## 사운드 트랙
힘내라 고에몬~ 유키히메 구출 그림책~ （KICA-1041）
게임 발매 당시 발매된 사운드 트랙.CM송 '고에몬 선창'과 싱글판 커플링곡 '고에몬 마을을 가다'가 수록돼 있다.
힘내라 고에몬 씨도 구슬 손상자~오리지널 사운드트랙 BOX～ （EMCA-0027）2017년 5월 26일 발매
과거에 발매된 FC판·SFC판의 CD와 첫 음원화가 되는 12 타이틀, 합계 15 작품의 사운드 트랙 박스. 전곡, 실제 기기 녹화에 의한 신규 레코딩. 본작의 음원은 DISC6에 수록되어 있다.
구판에서는 1루프였던 곡이 전곡 2루프 수록된 대신 CM송은 미수록됐다.

### 내용주
1. ↑  一部のステージのエリア間に設けられた関所の通行に必要になるのみとなっている（入手方法は購入のみ）。
2. ↑  目盛りで表示され、通常は一回のダメージにつき2目盛り減少するが、一部ボスの攻撃では4目盛り、拠点エリアの針や棘のトラップは1目盛り減少する。